# جولیا مارگارت کامرون
جولیا مارگارت کامرون (به انگلیسی: Julia Margaret Cameron)؛ (زاده ۱۱ ژوئن ۱۸۱۵، کلکته، هندوستان - درگذشته ۲۶ ژانویه ۱۸۷۹، کالوتارا، سری‌لانکا)، از فعالترین عکاسان پرتره در قرن نوزدهم بریتانیا بود. پرتره‌های او عموماً نمایانگر شخصیت‌های سرشناس عصر بودند.
دوران عکاسی جولیا کامرون تنها ۱۱ سال به طول انجامید؛ اما در همین دوران آثار ماندگاری از خود بر جای گذاشت. کارهای او تأثیر مهمی بر گسترش عکاسی مدرن و به‌ویژه عکاسی از چهره (پرتره) داشته‌است؛ به‌ویژه تکنیک نمای نزدیک و برش خورده از چهره که او در پدیداری و گسترش آن کمک شایانی کرد، امروزه یکی از تکنیک‌های مهم در عکاسی از چهره به‌شمار می‌رود.
خانه او با نام دیمبولا لاج در جزیره وایت پذیرای عموم بازدیدکنندگان است.

## نگارخانه

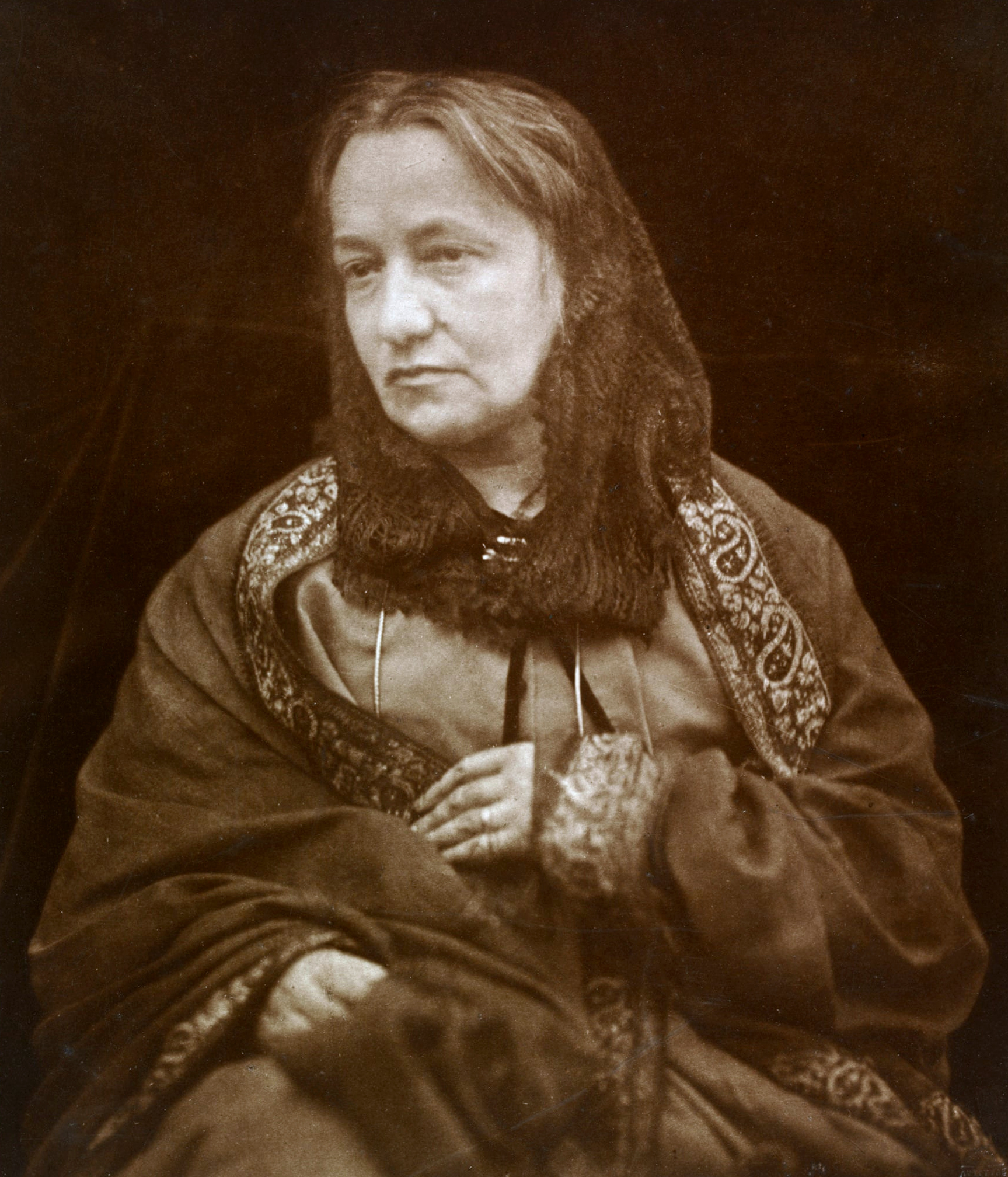
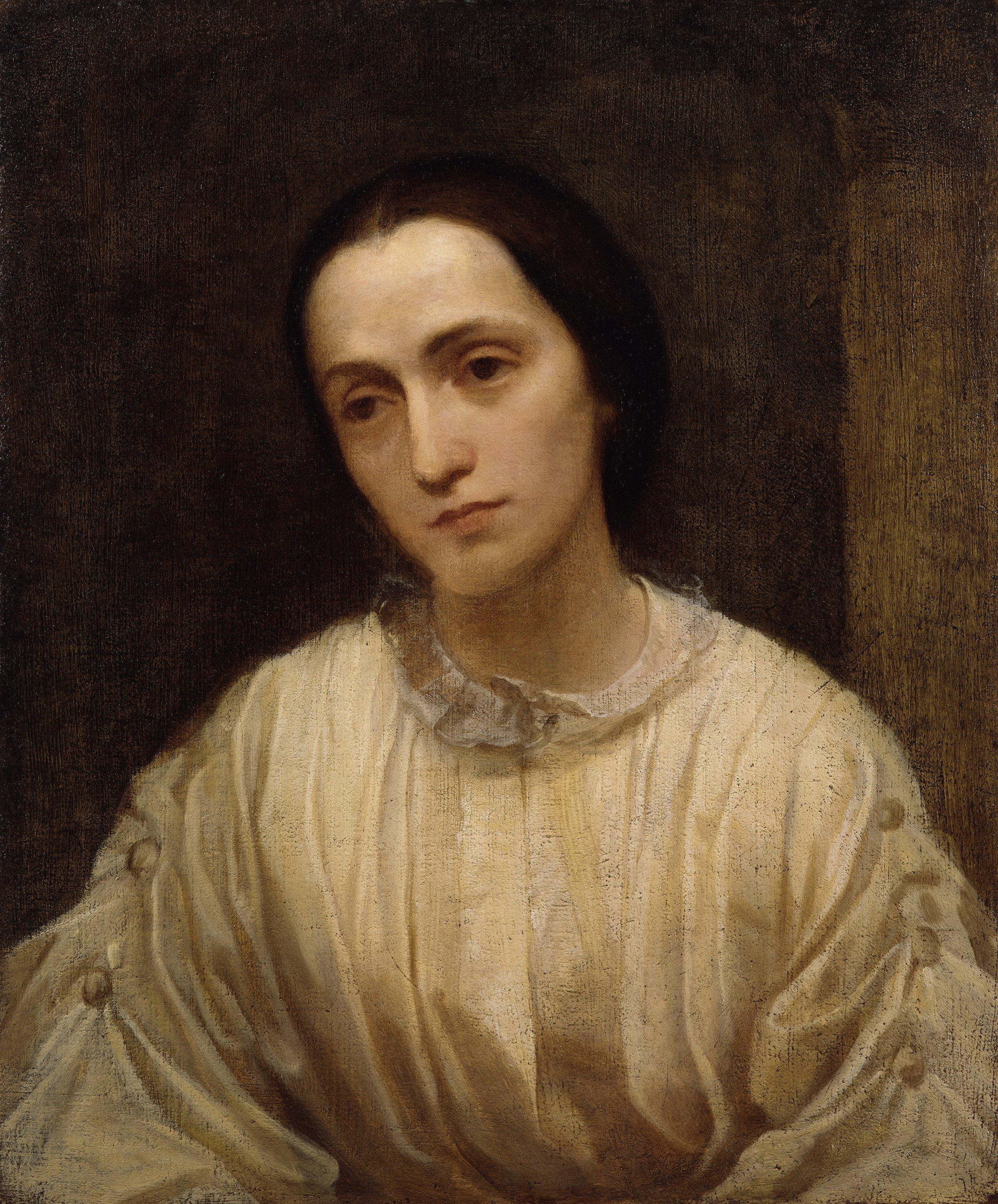
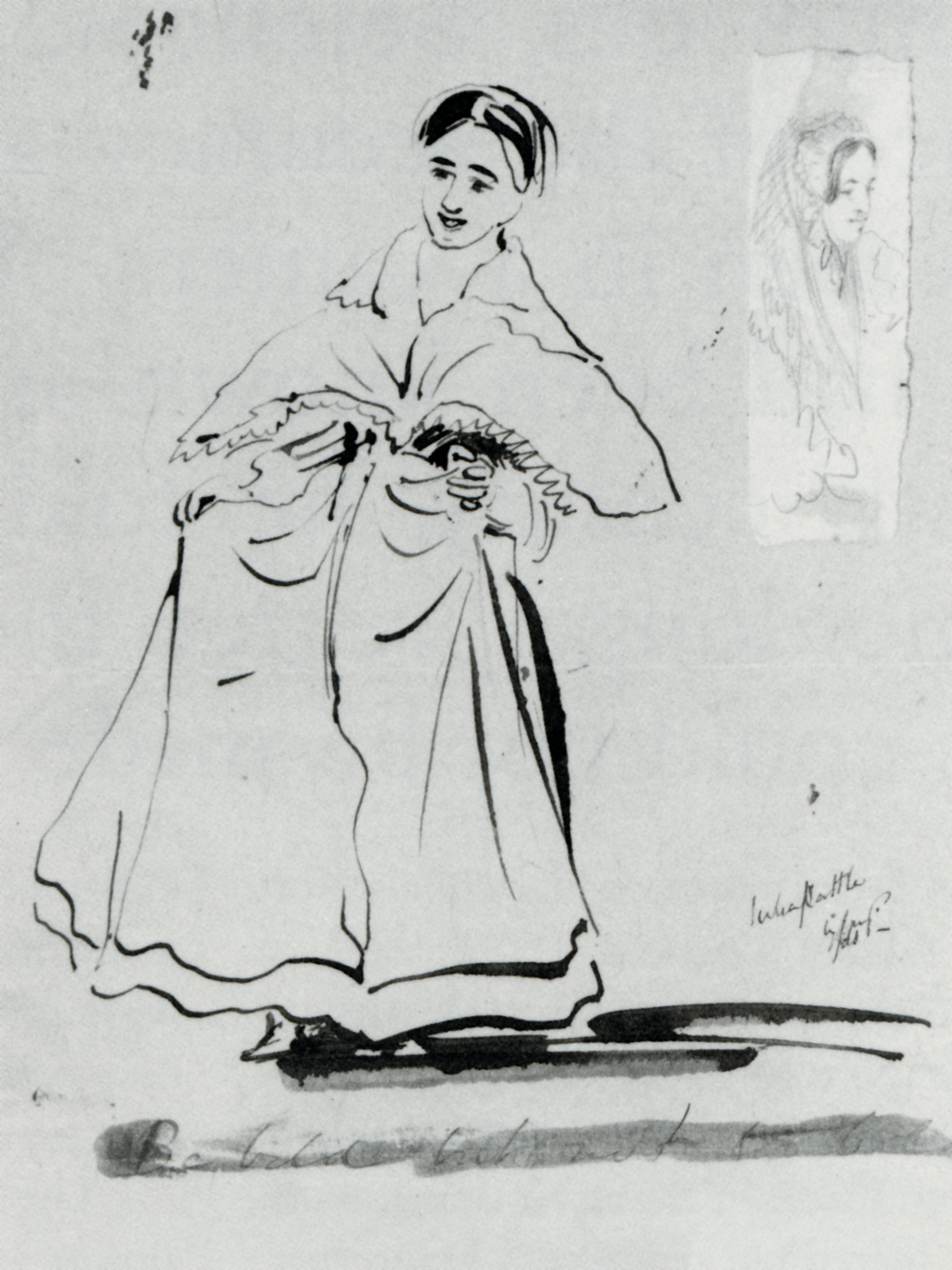
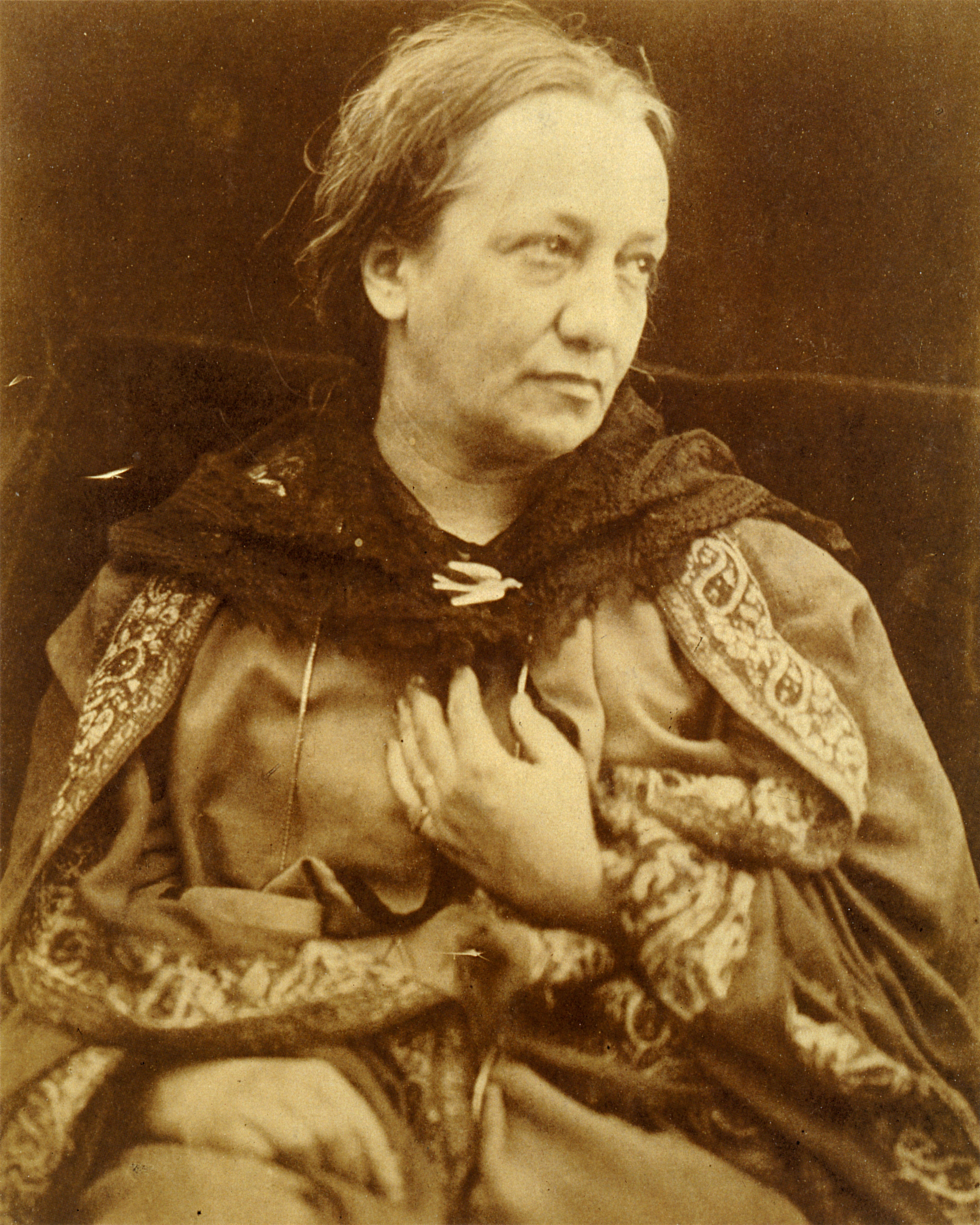
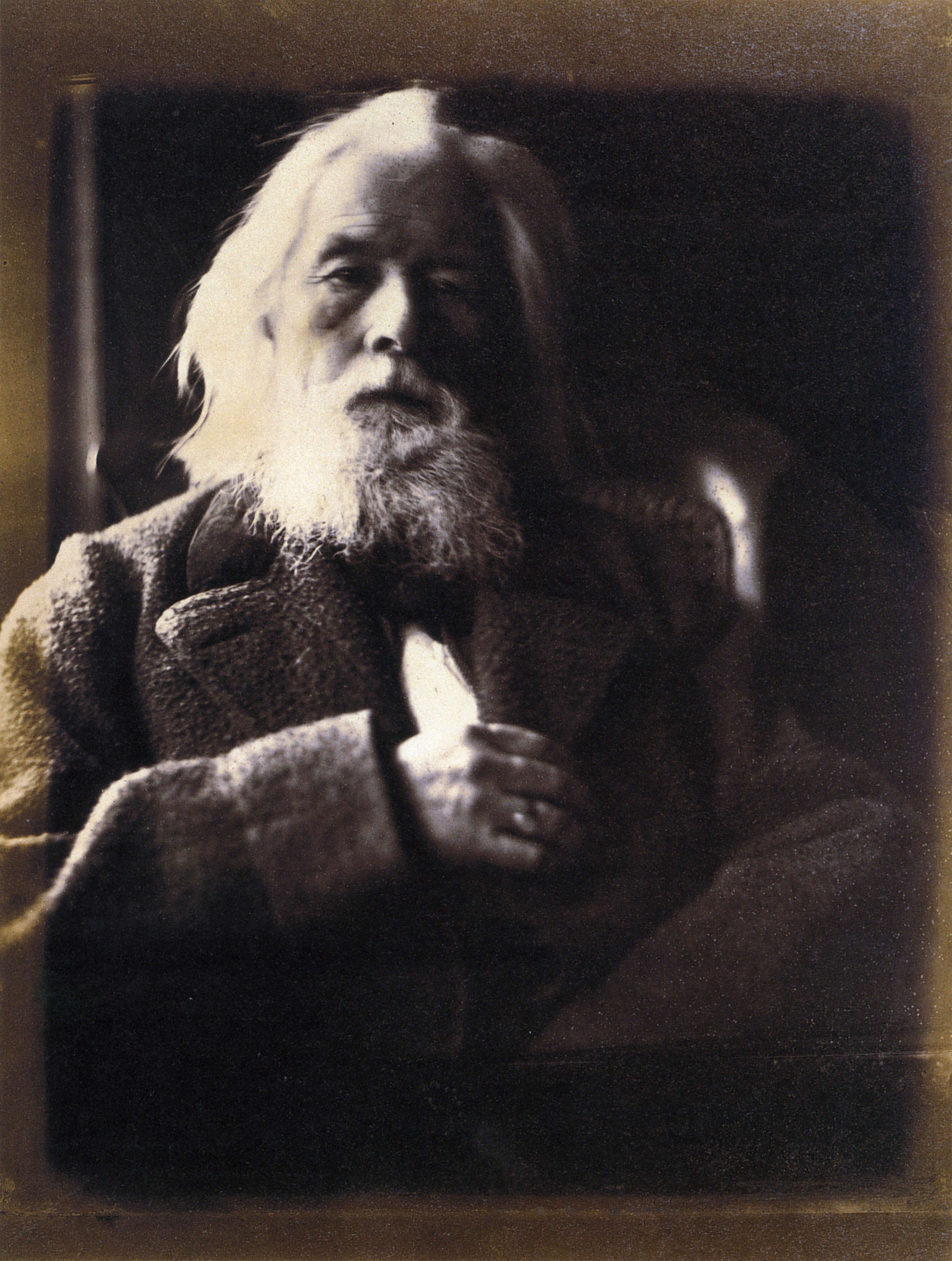
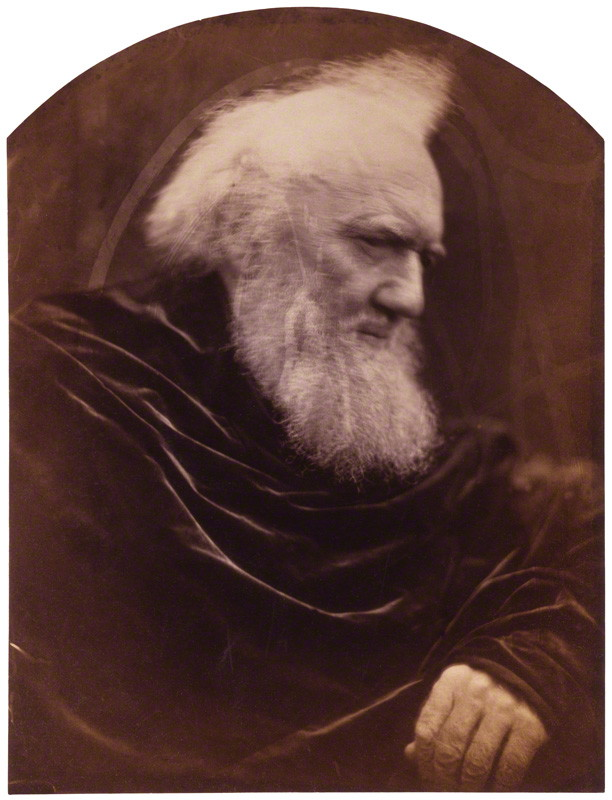
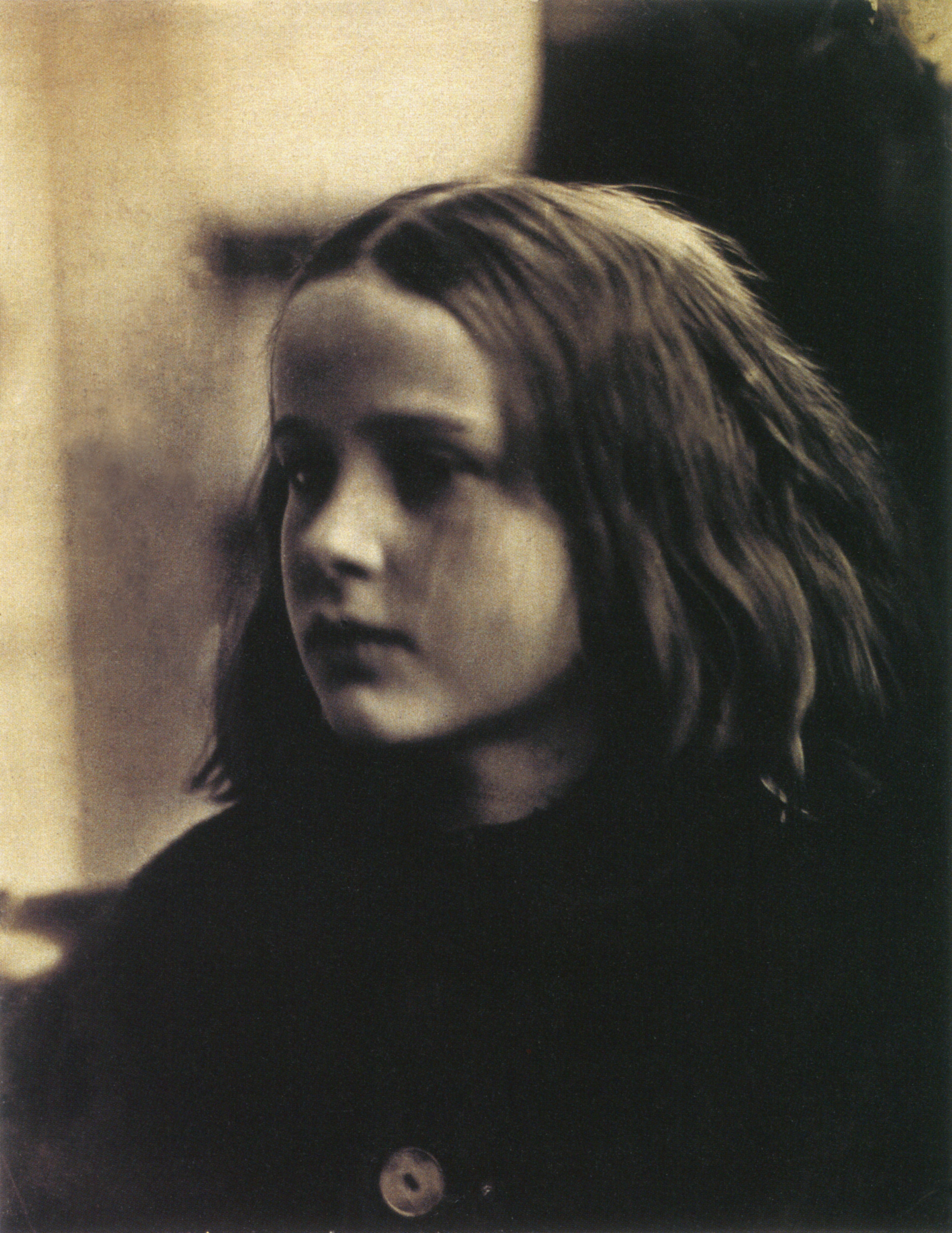
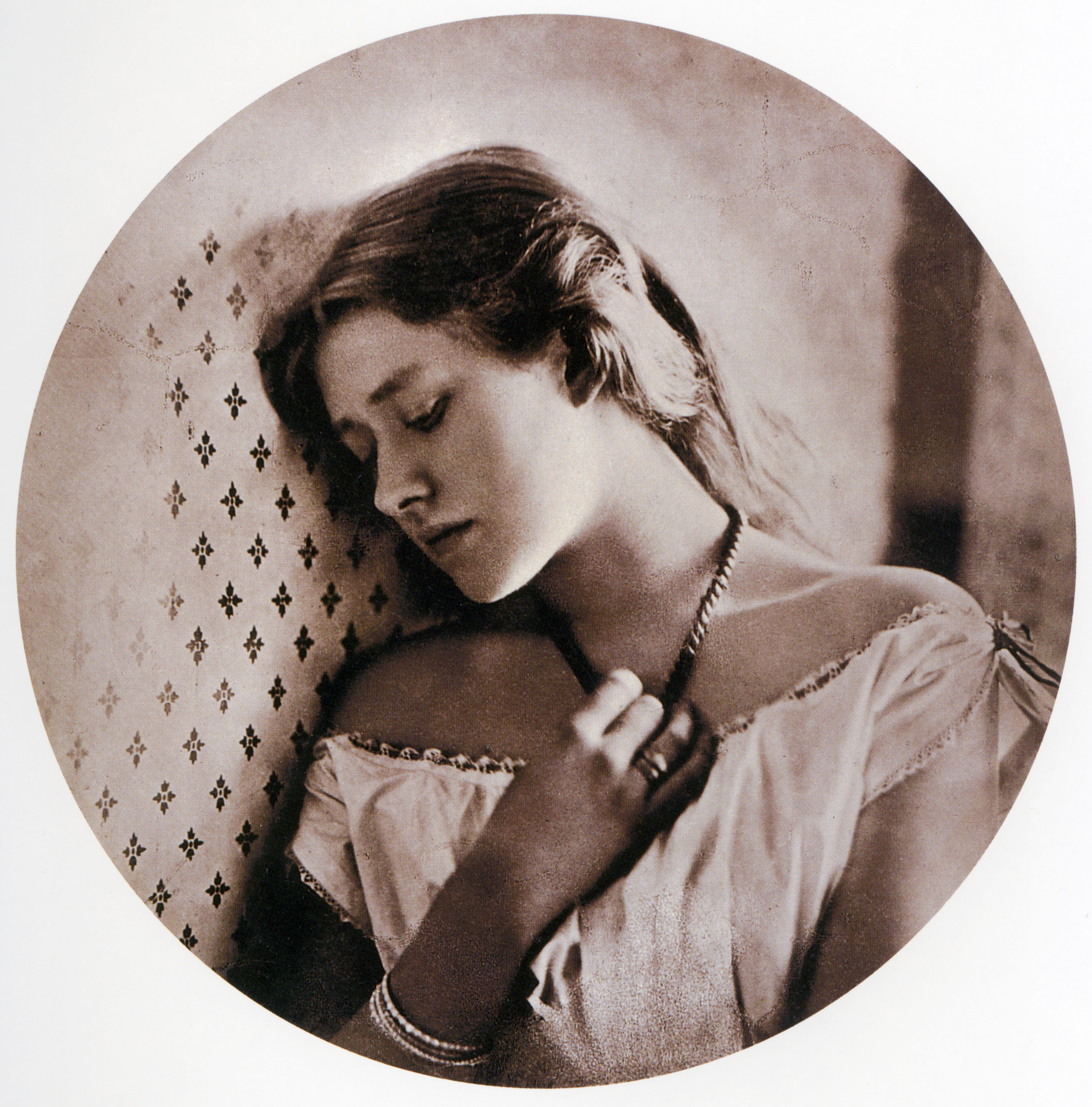
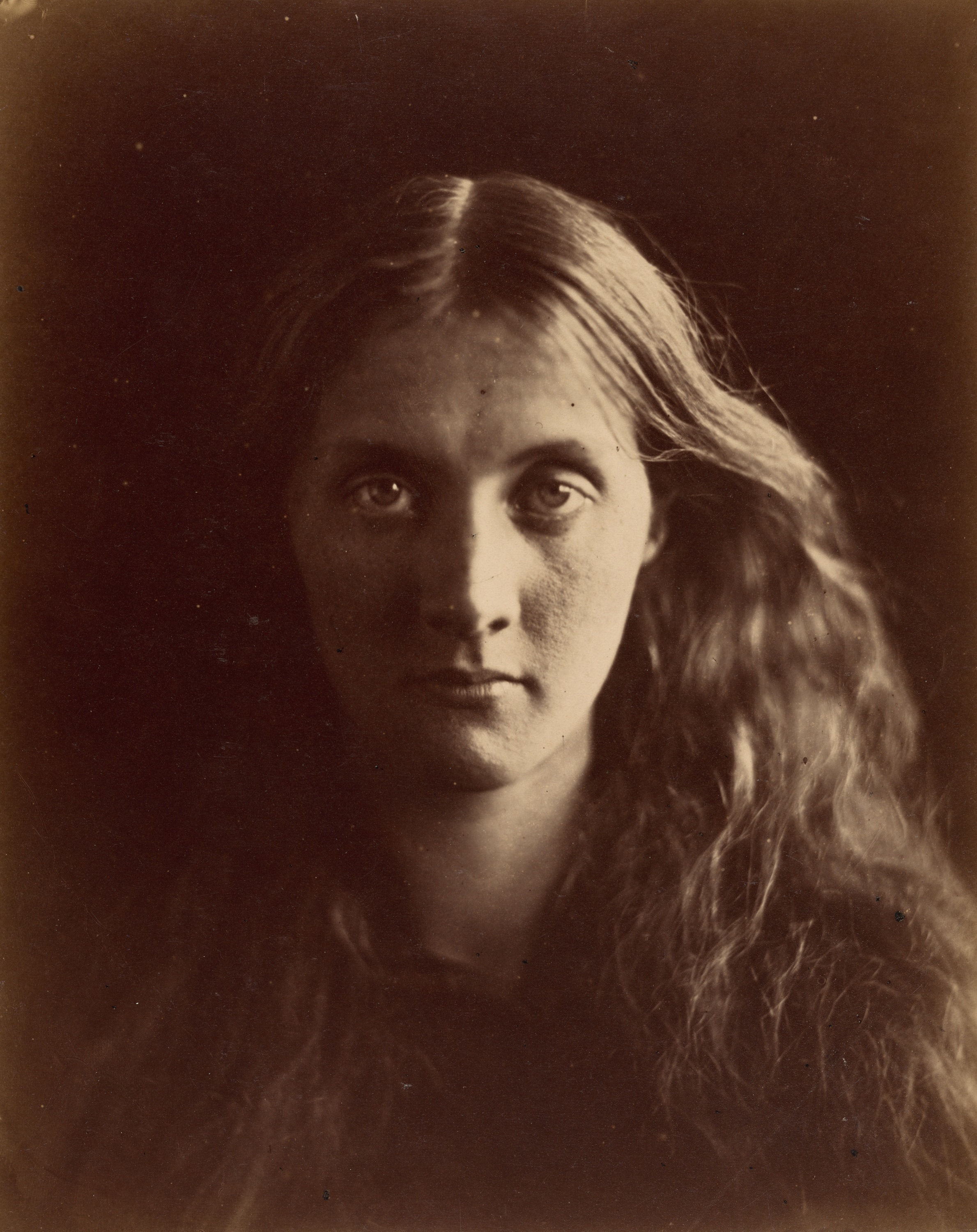
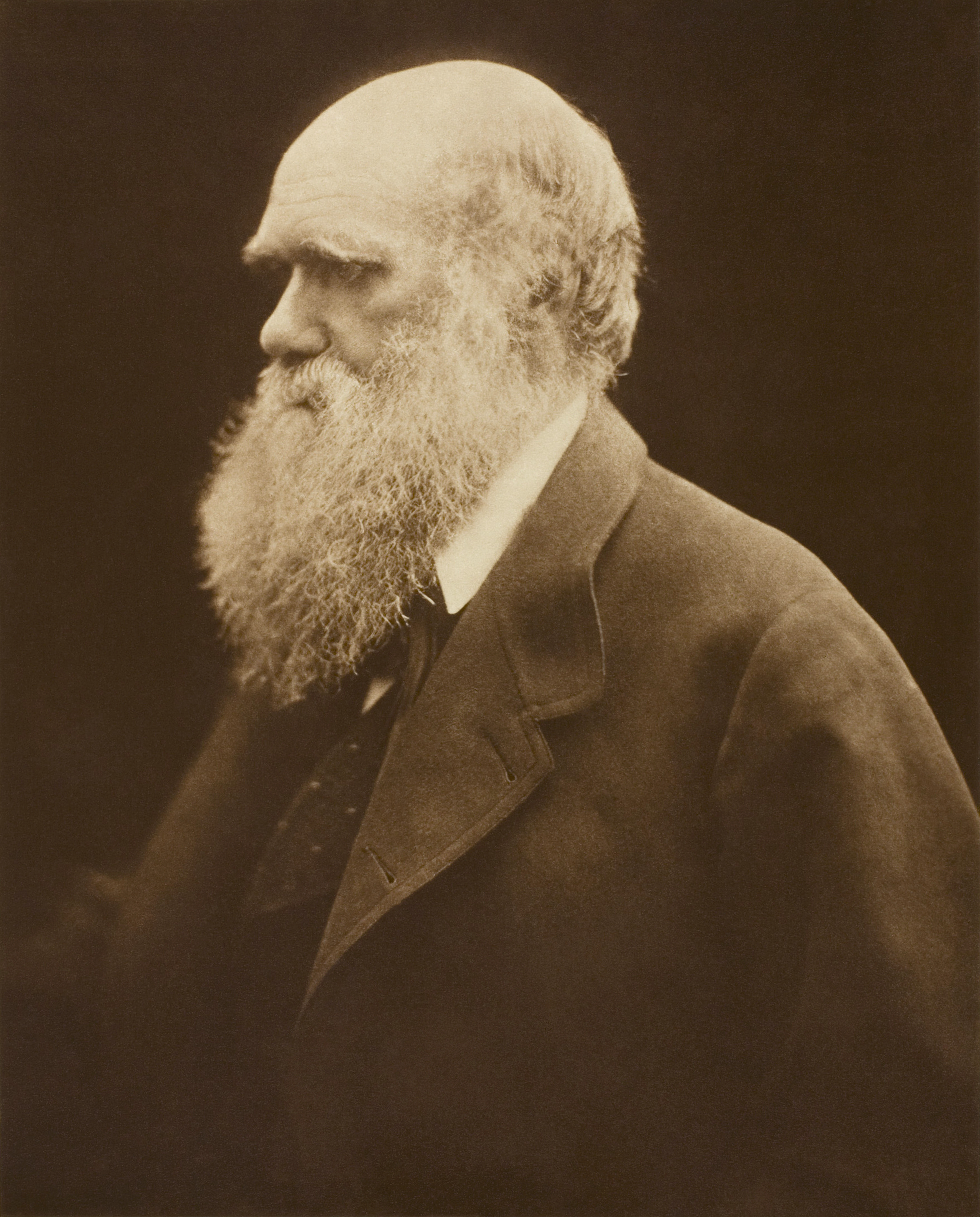
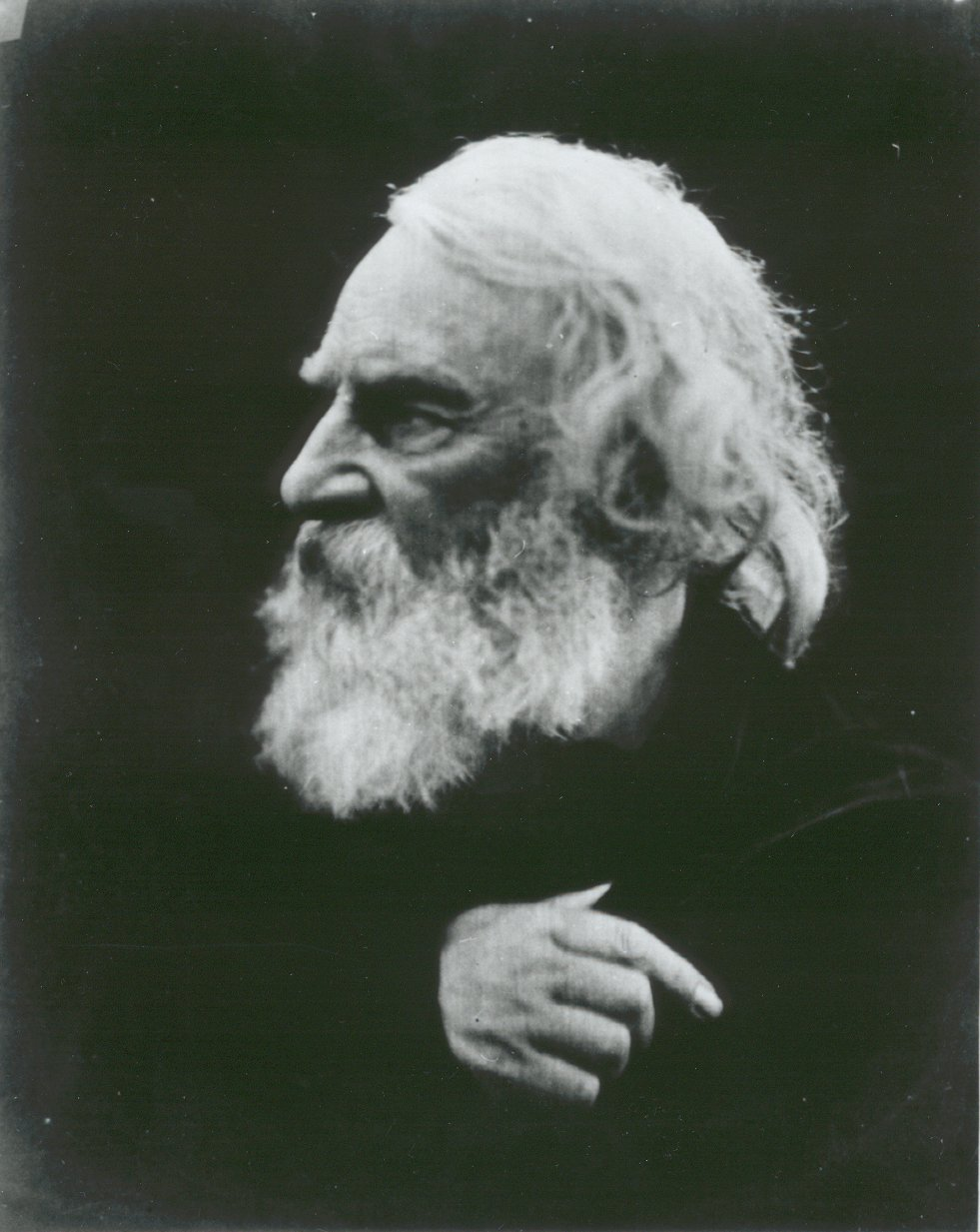
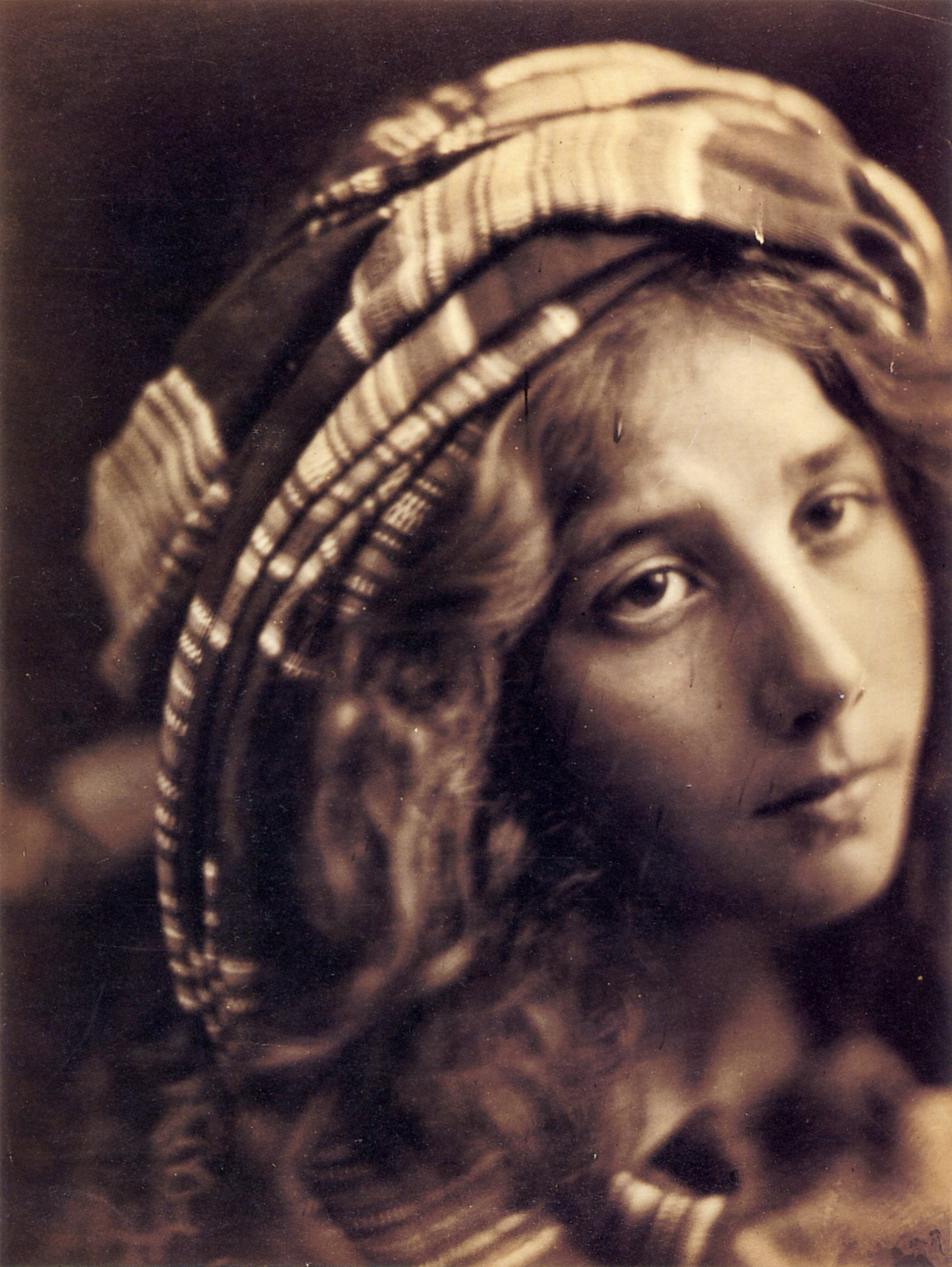
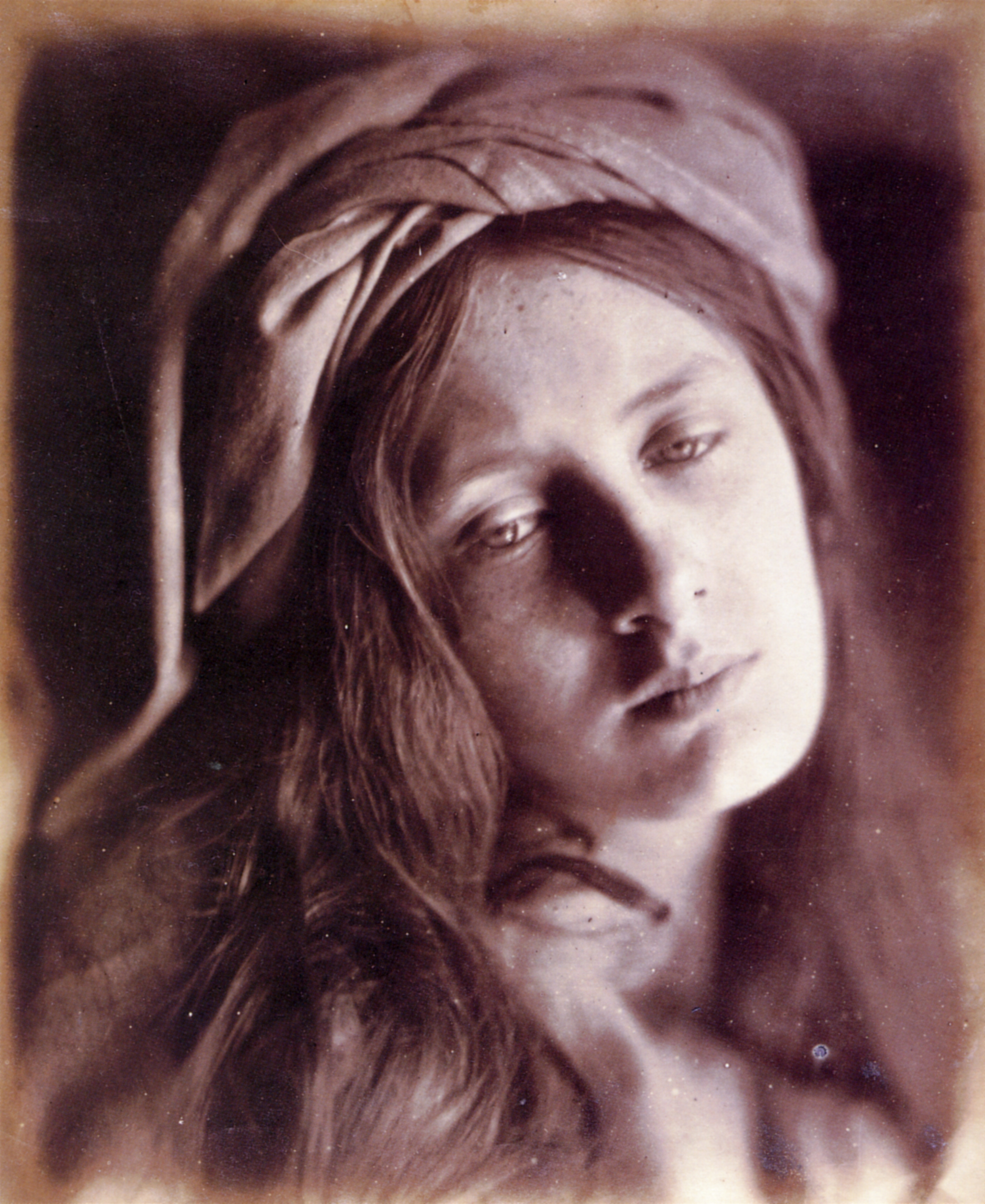
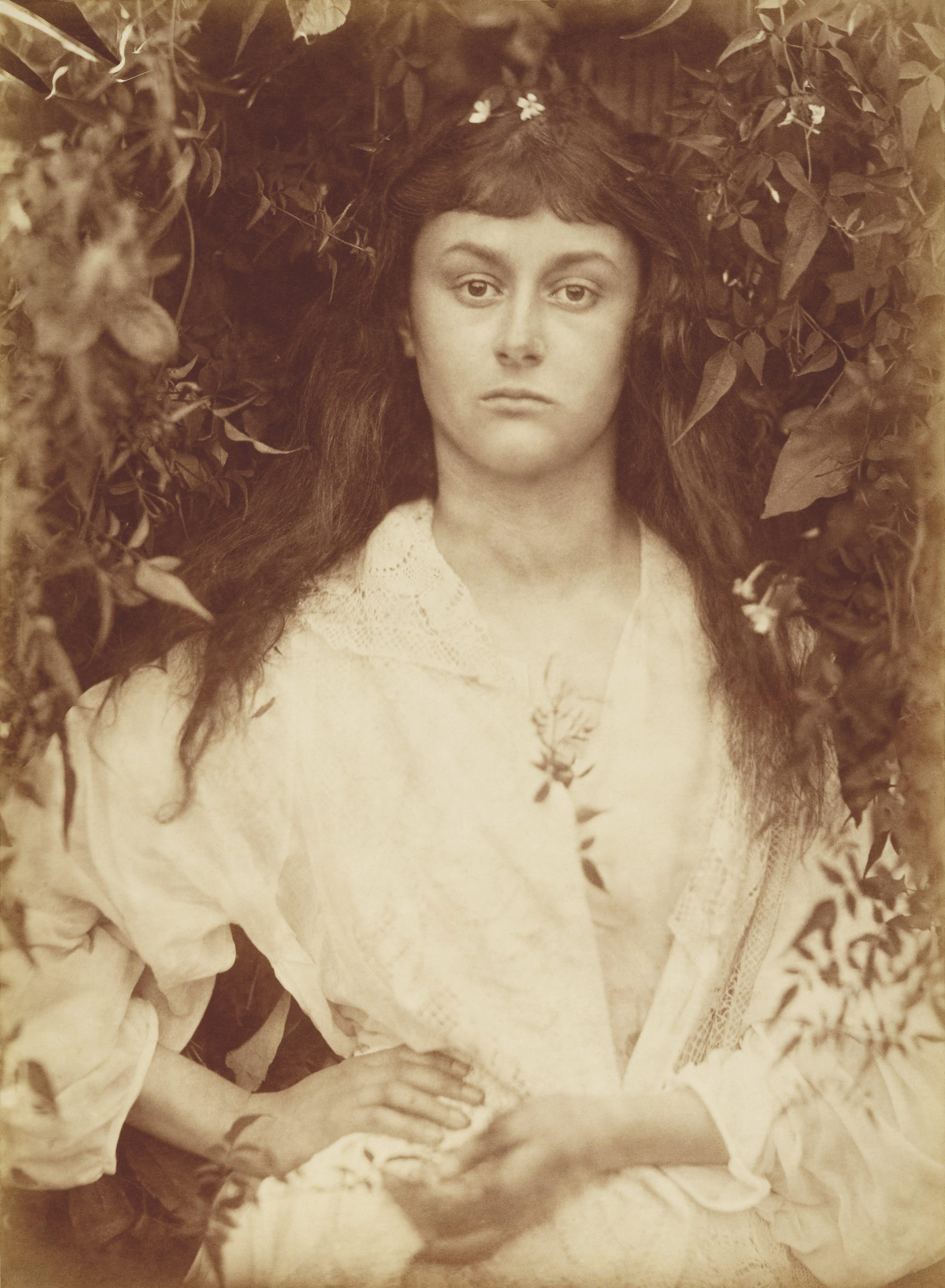
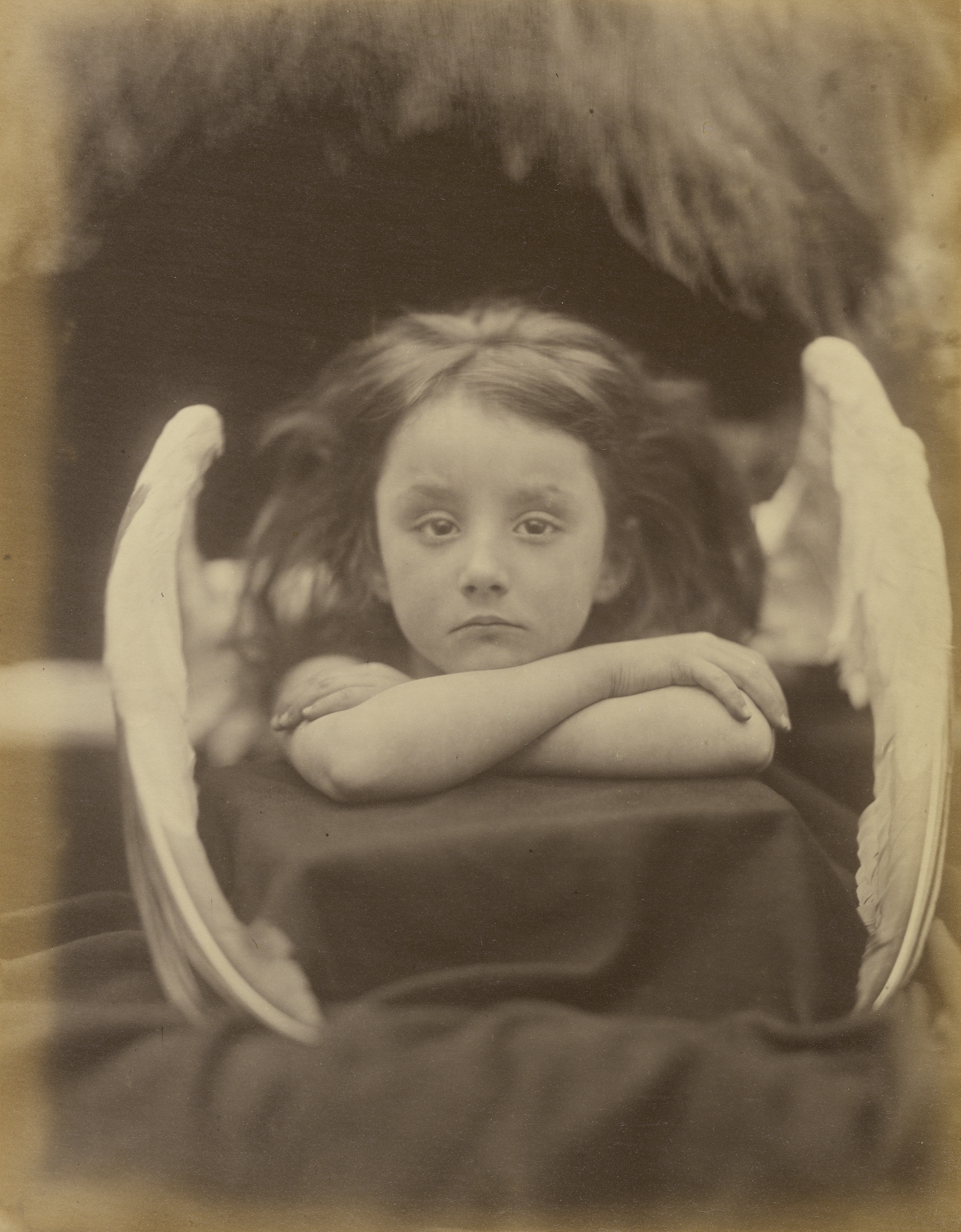
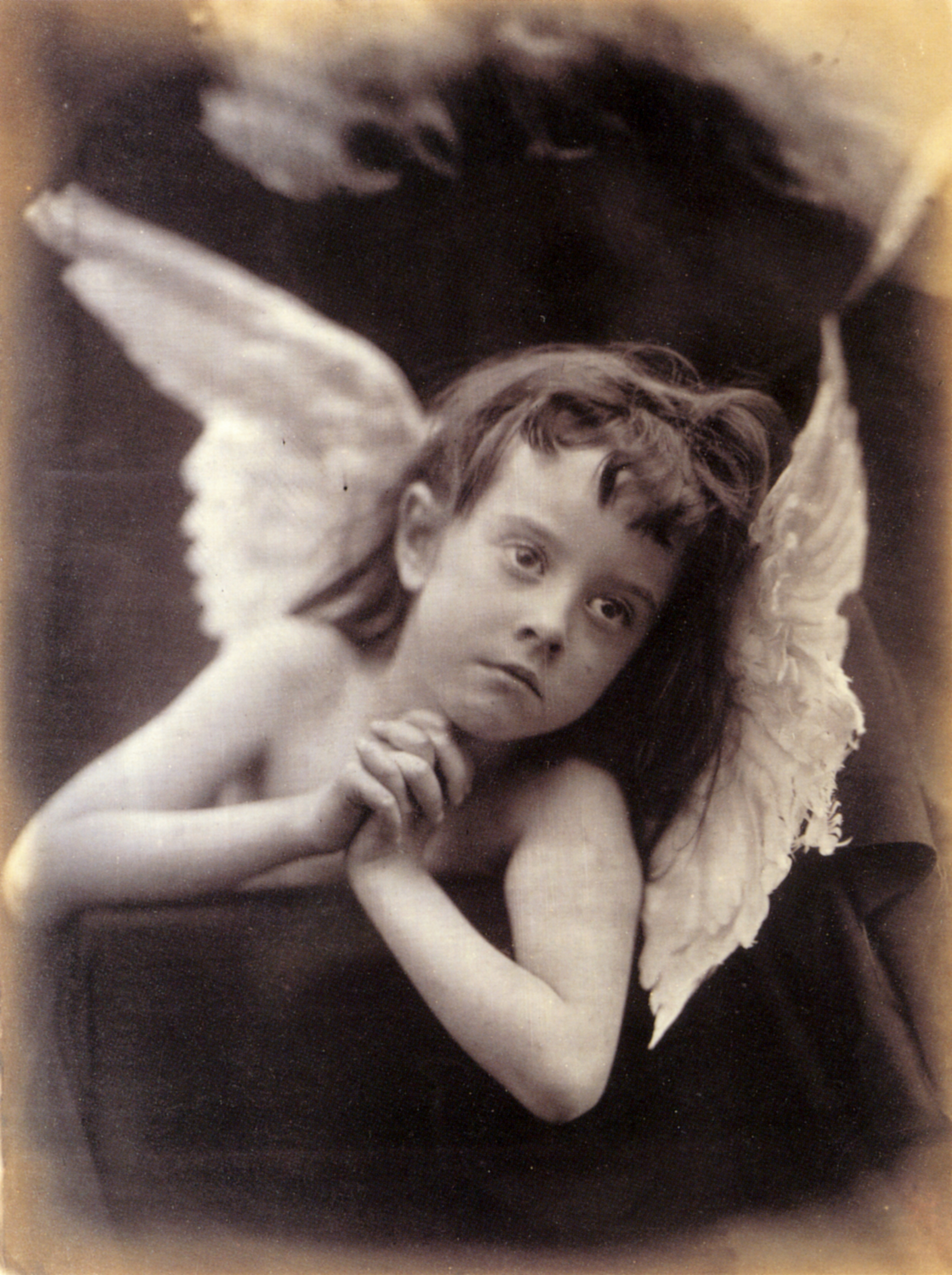
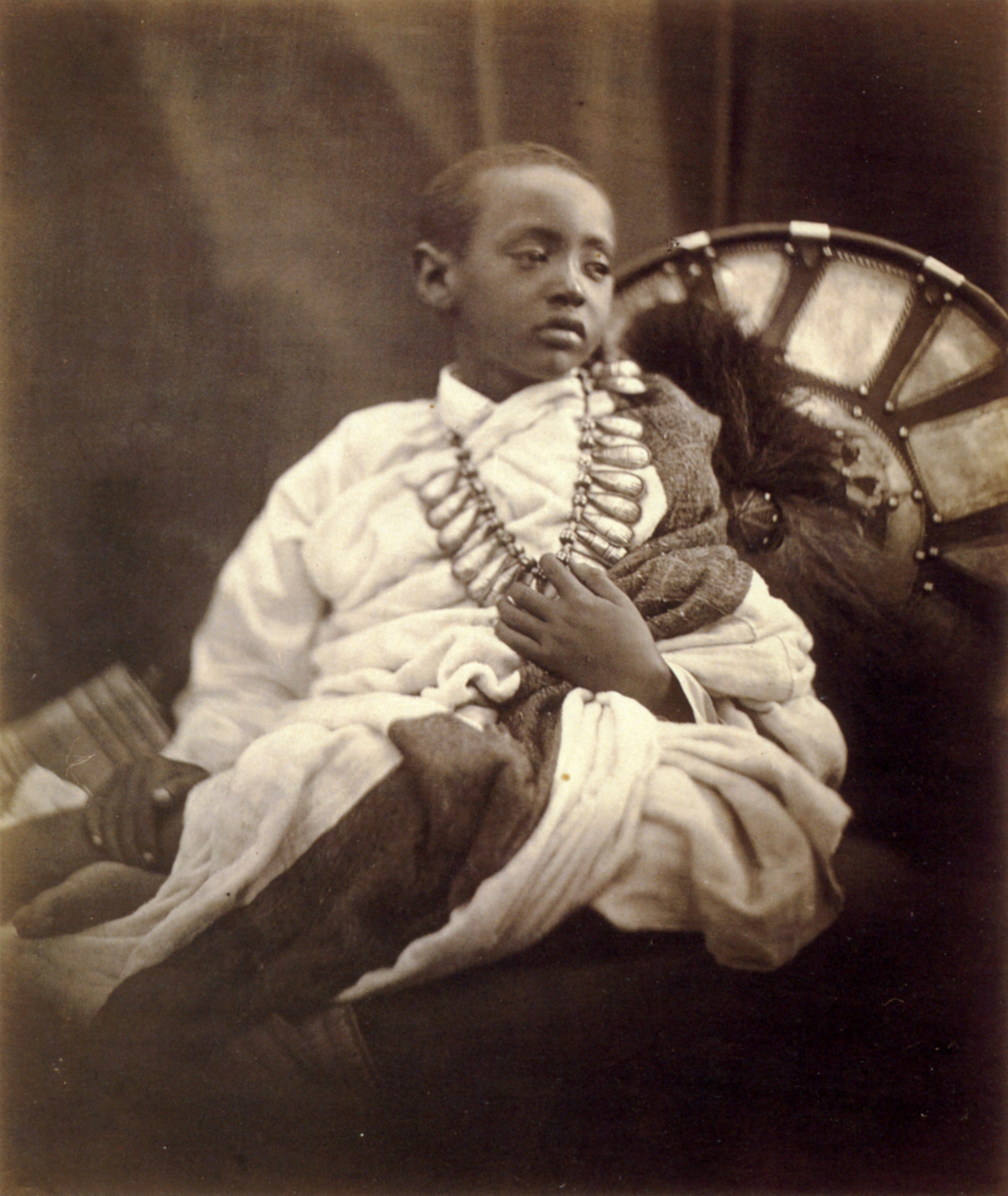
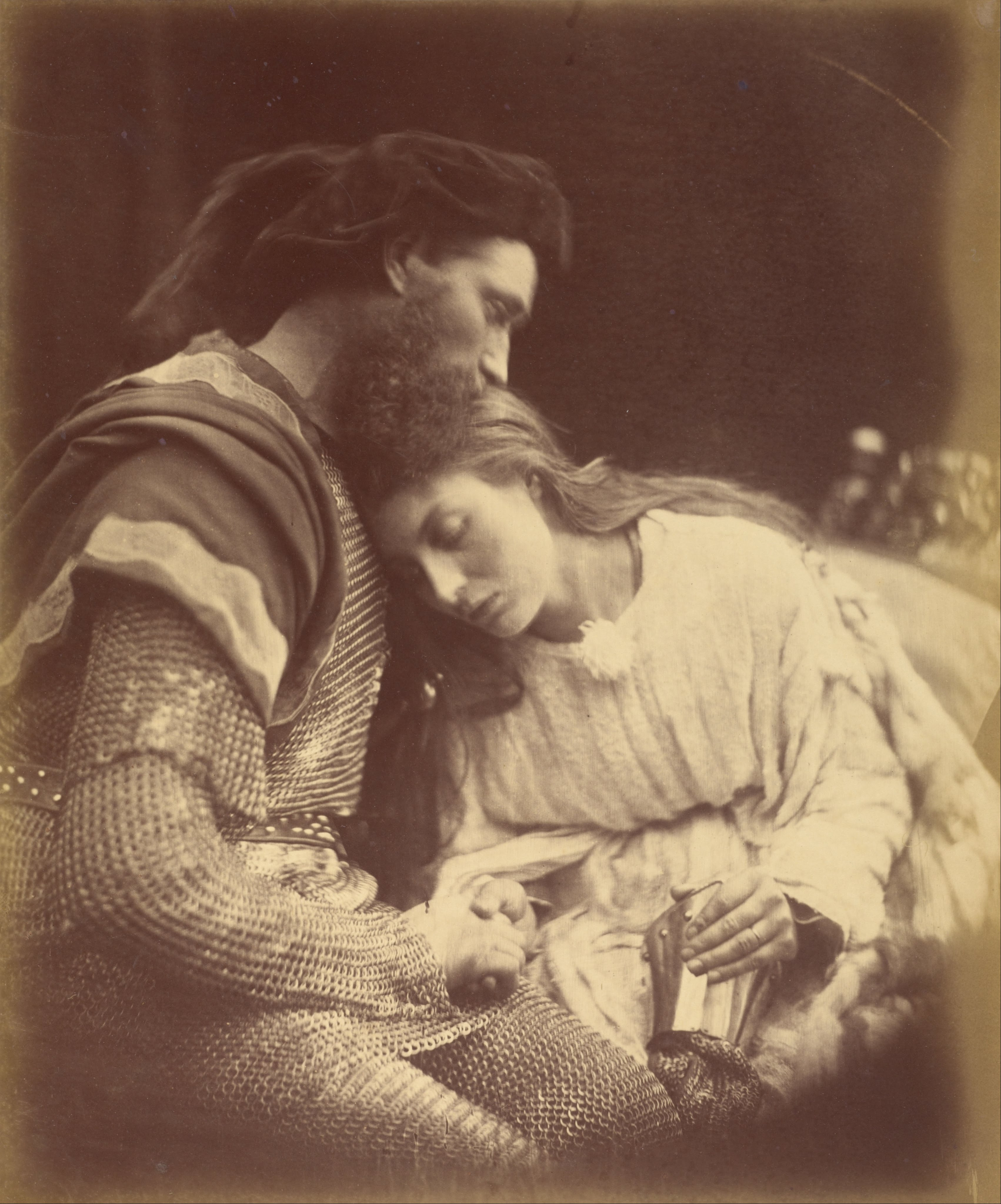
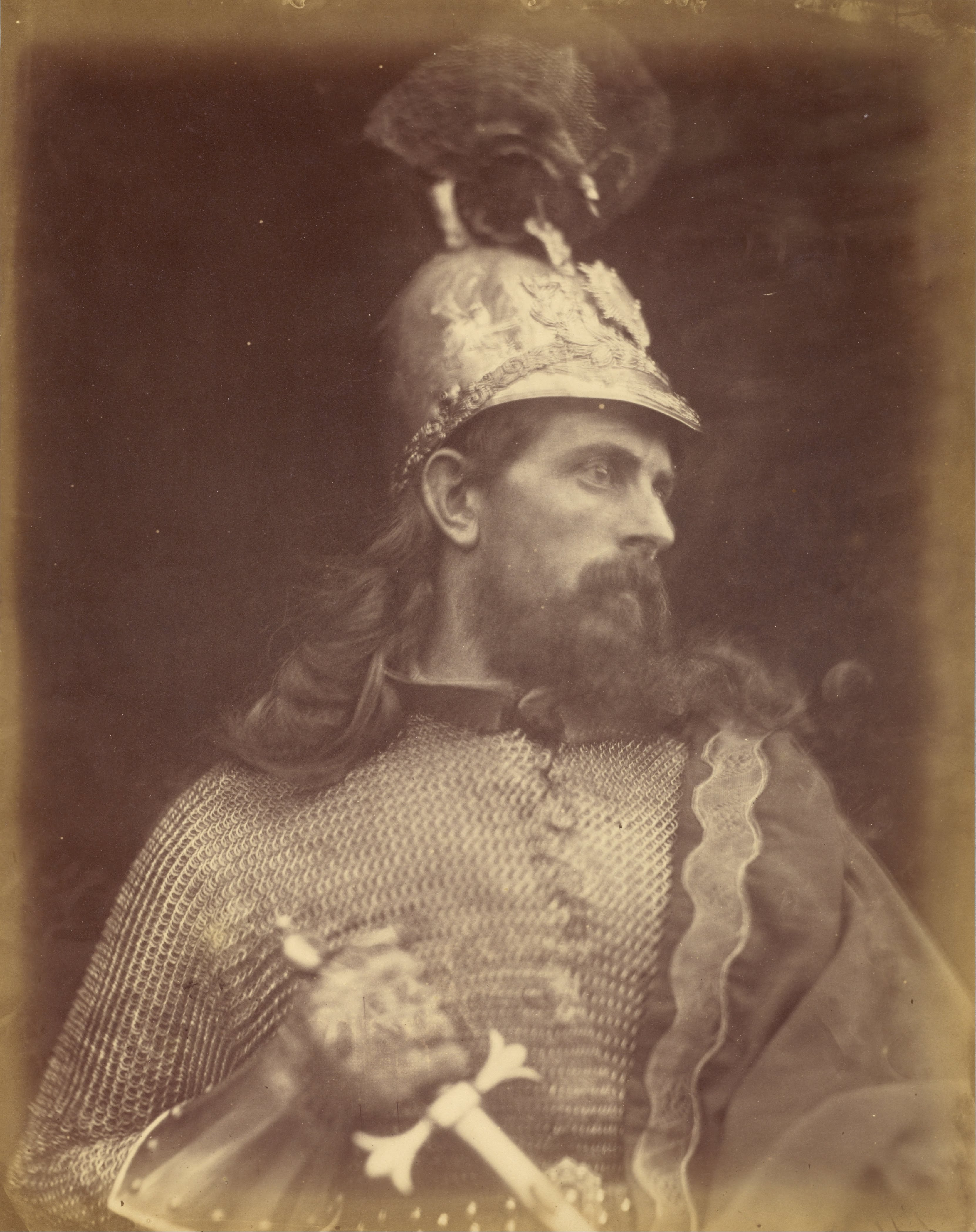
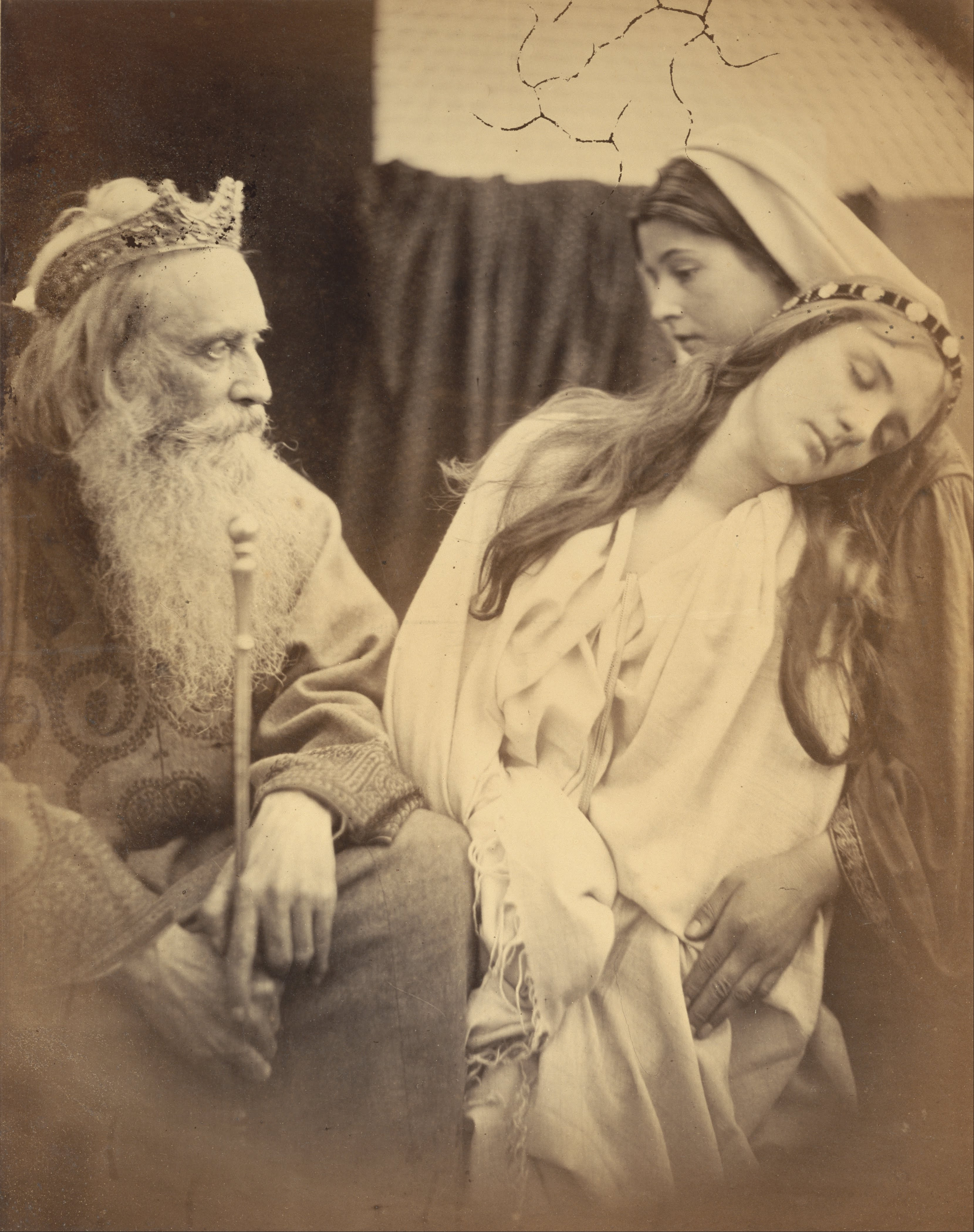
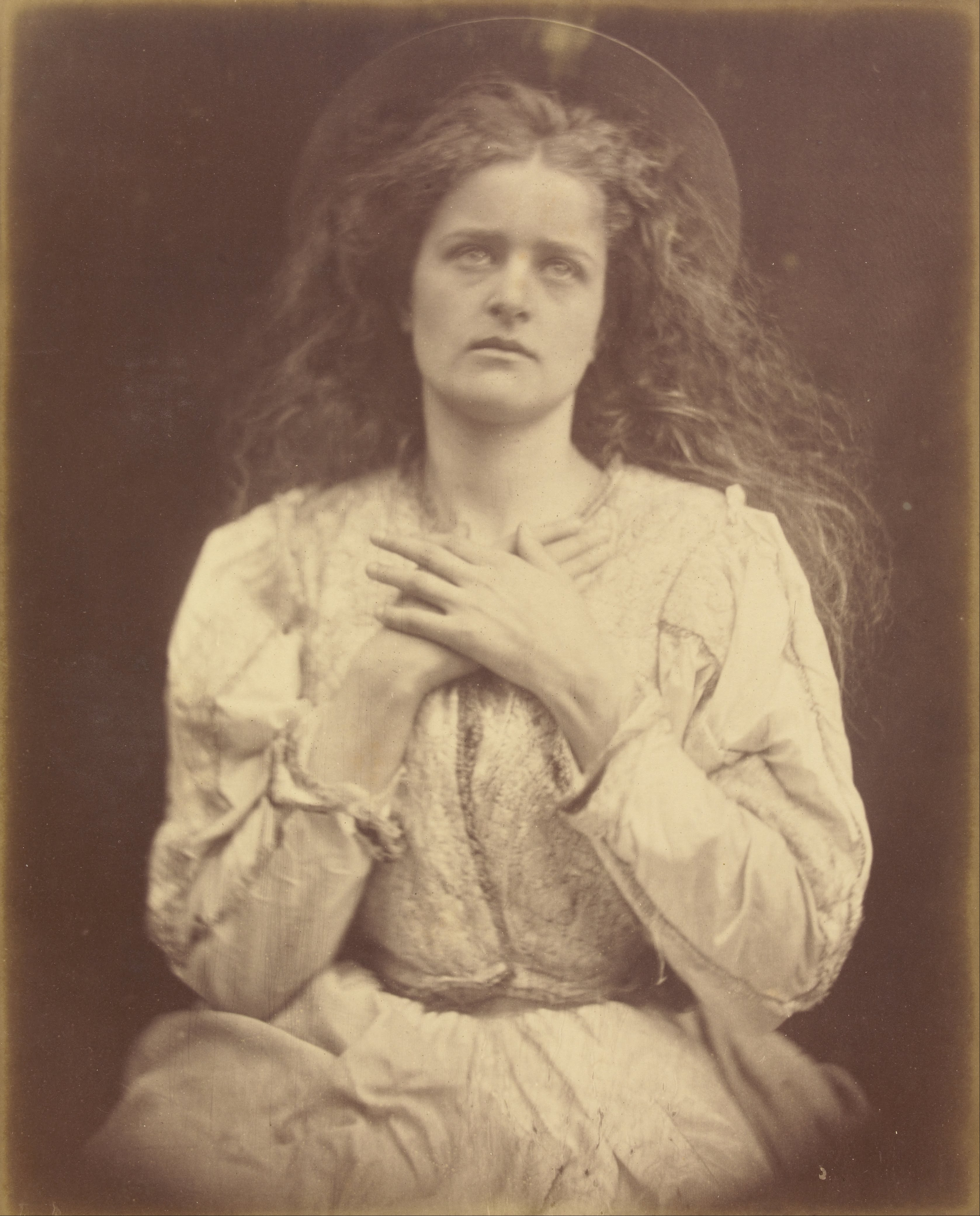
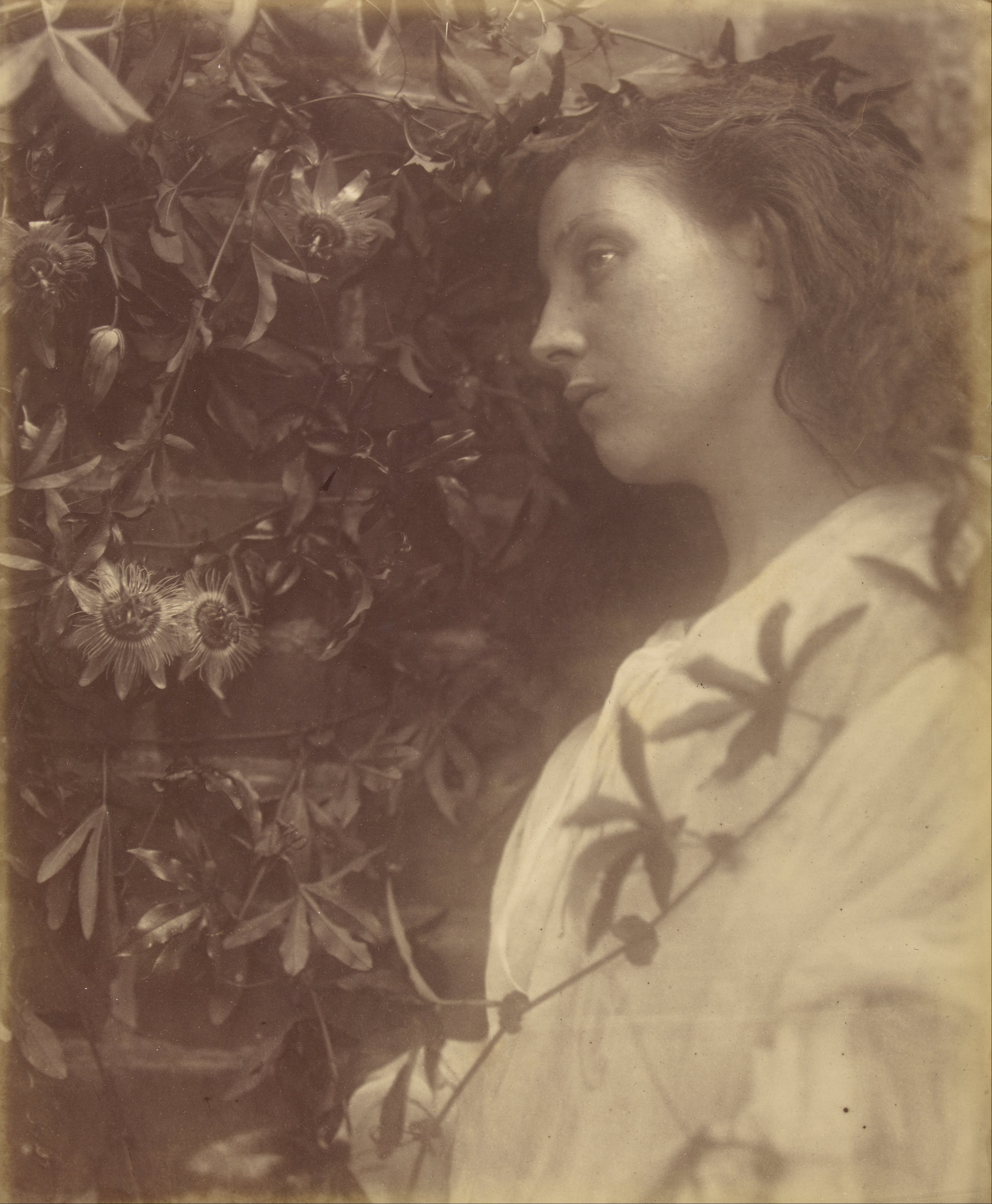
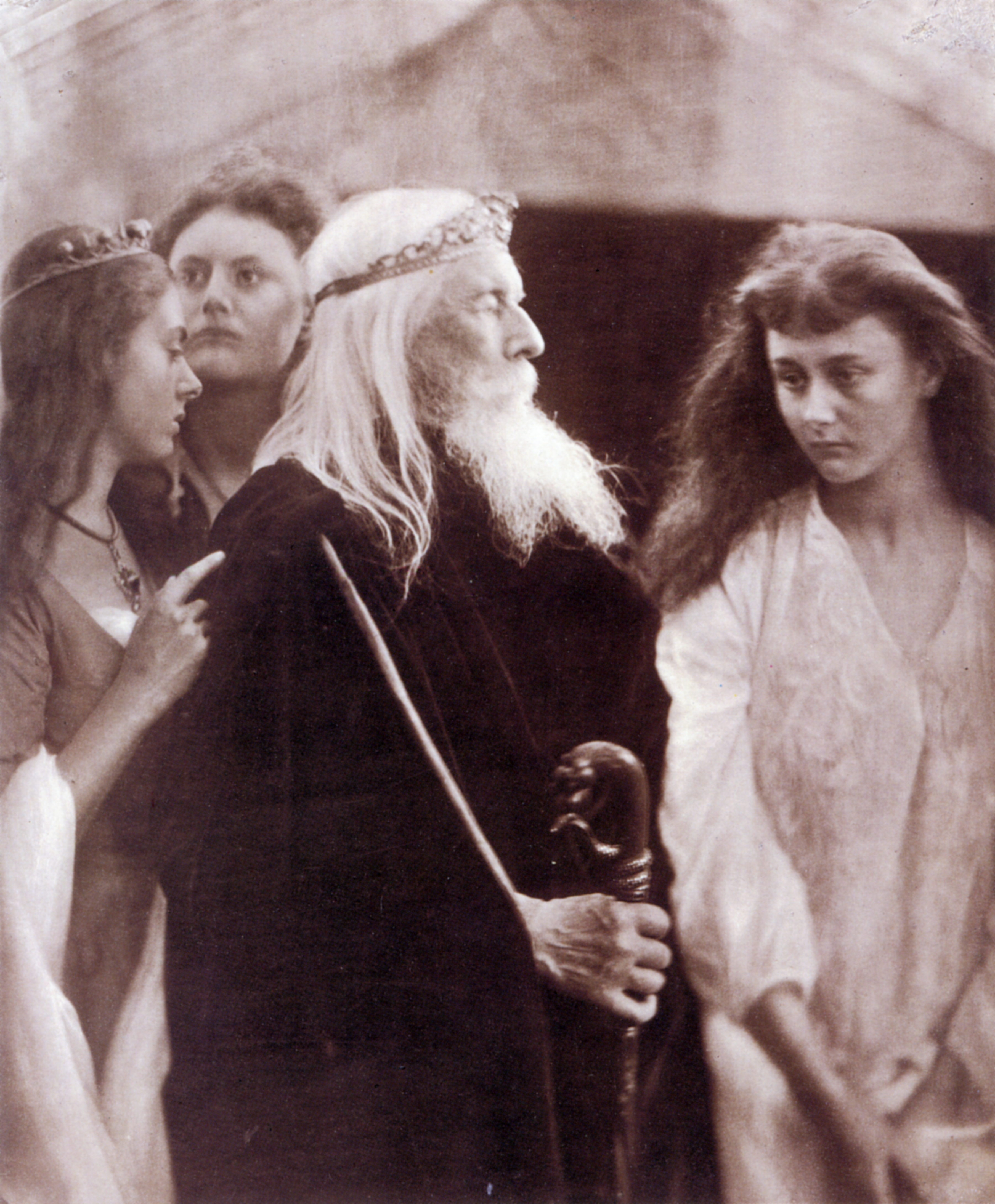
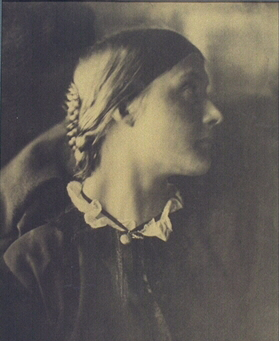
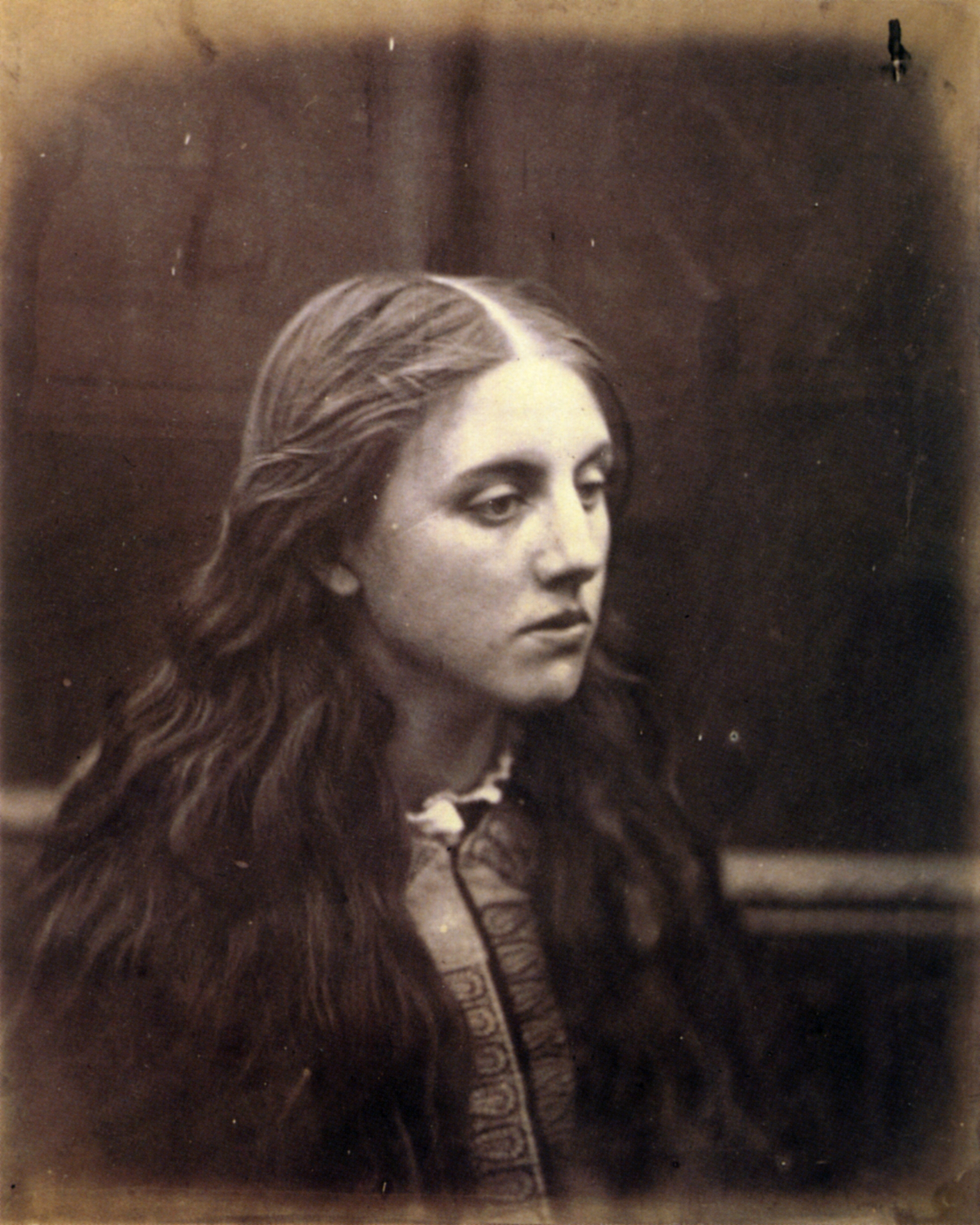
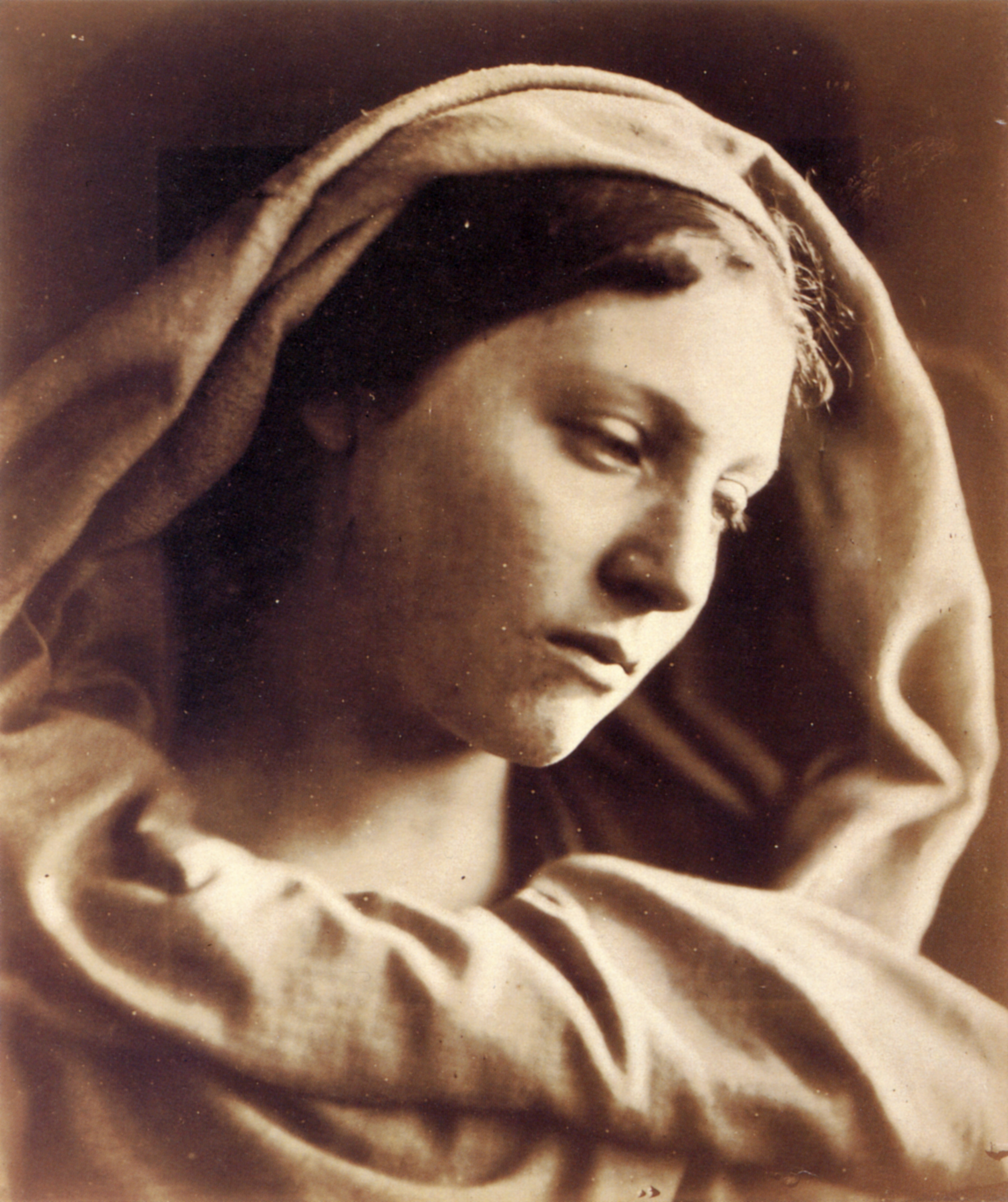
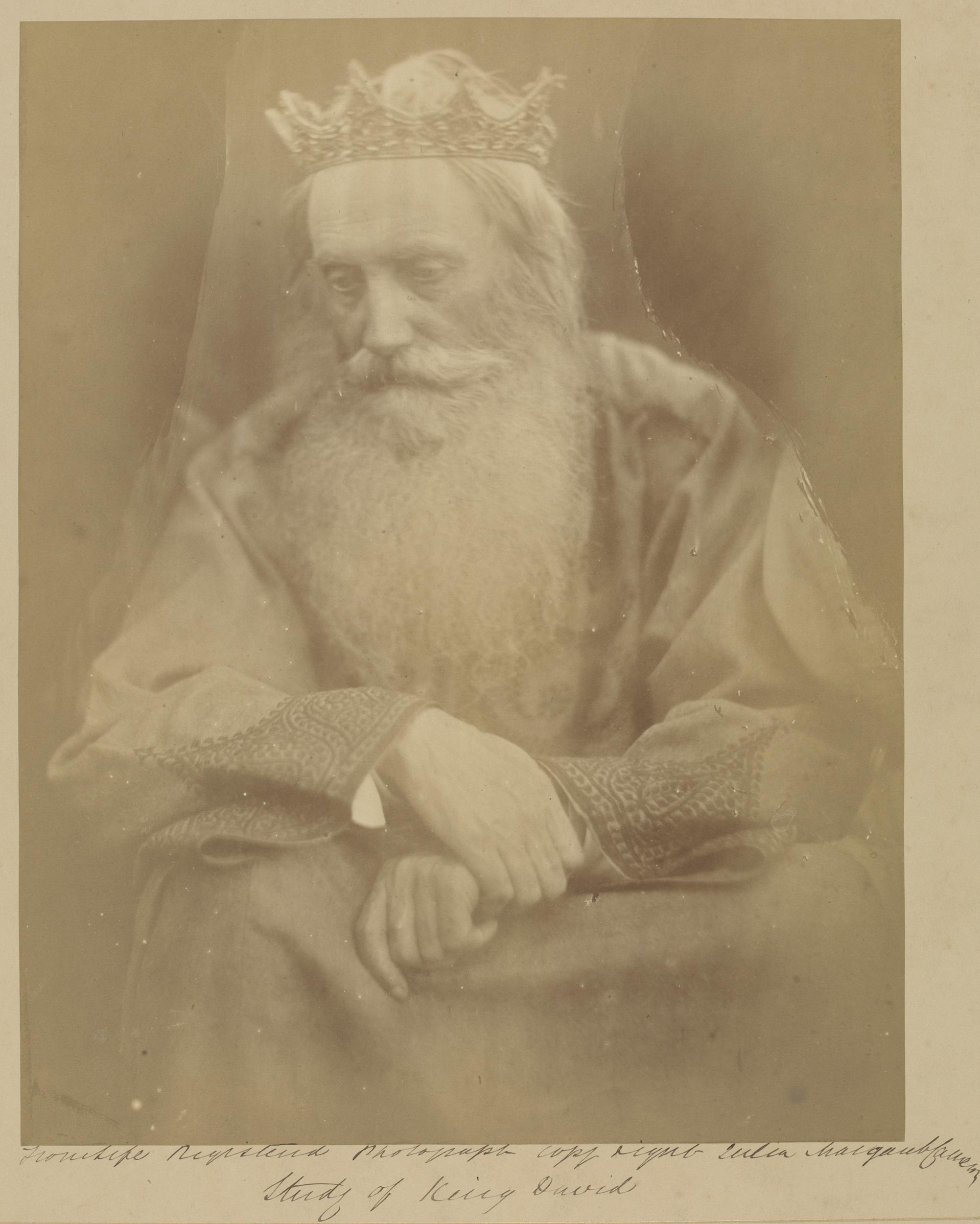